# Annopol (powiat chełmski)
Annopol – kolonia w Polsce położona w województwie lubelskim, w powiecie chełmskim, w gminie Żmudź.
W latach 1975–1998 miejscowość należała administracyjnie do województwa chełmskiego. 
Kolonia jest sołectwem w gminie Żmudź. Według Narodowego Spisu Powszechnego (III 2011 r.) liczyła 71 mieszkańców i była czternastą co do wielkości miejscowością gminy Żmudź.
Wierni Kościoła rzymskokatolickiego należą do parafii Wniebowzięcia Najświętszej Maryi Panny w Klesztowie.